# Thach (Schiff)
Die USS Thach (FFG-43) war eine Fregatte der Oliver-Hazard-Perry-Klasse. In seiner 29 Jahre andauernden Dienstzeit war das Schiff an verschiedenen Krisenherden weltweit im Einsatz. Die Thach blieb bis November 2013 im aktiven Dienst und wurde im Juli 2016 anlässlich des multinationalen Militärmanövers RIMPAC als Zielübungsschiff versenkt.

## Technik
Die Thach gehörte zu den sogenannten Long Hull-Einheiten der Oliver-Hazard-Perry-Klasse und besitzt somit mit 138 Metern einen zwei Meter längeren Rumpf als die Einheiten der Basisversion. Ihre Breite beträgt 14 Meter, der Tiefgang 6,7 Meter. Die Besatzung des Schiffes bestand aus 15 Offizieren und 190 Matrosen.
Die Hauptaufgabe der Thach bestand im Schutz von Flugzeugträgerkampfgruppen, für die sie als Geleitschiff sowohl mit Bewaffnung zur Luftabwehr als auch zum Angriff von Seezielen und der Unterseeboot-Abwehr ausgerüstet war. Sie sollte zudem in Krisenherden auftreten, um dort die Seepräsenz der Vereinigten Staaten zu demonstrieren.
Zur Bewaffnung der Thach gehörte das mittschiffs befindliche 76-mm-Geschütz. Die weitere Bewaffnung des Schiffes bestand aus zwei Torpedowerfern zur Unterseeboot-Abwehr, einem Vulcan Phalanx CIWS sowie vier Browning M2-Maschinengewehren. Der ursprünglich installierte Mark 13-Raketenstarter wurden im Jahr 2004 wie bei allen Einheiten der Oliver-Hazard-Perry-Klasse entfernt.
Der Antrieb der Thach bestand aus zwei General Electric LM2500-Gasturbinen, die das Schiff über einen einzelnen Propeller antrieben. Sie erzeugten eine Leistung von bis zu 41.000 Wellen-PS, wodurch die Thach eine Geschwindigkeit von über 29 Knoten erreichen konnte.
Zur weiteren Ausstattung des Schiffes zählten verschiedene Radaranlagen. Unter anderem verfügte es über ein Luftraumsuchradar vom Typ AN/SPS-49 sowie ein Navigations- und Oberflächensuchradar vom Typ AN/SPS-55. Des Weiteren verfügte die Thach über ein Feuerleitradar, ein Sonar vom Typ AN/SQS-56 sowie ein AN/SLQ-32, das zur Elektronischen Kampfführung dient.

## Name und Insigne

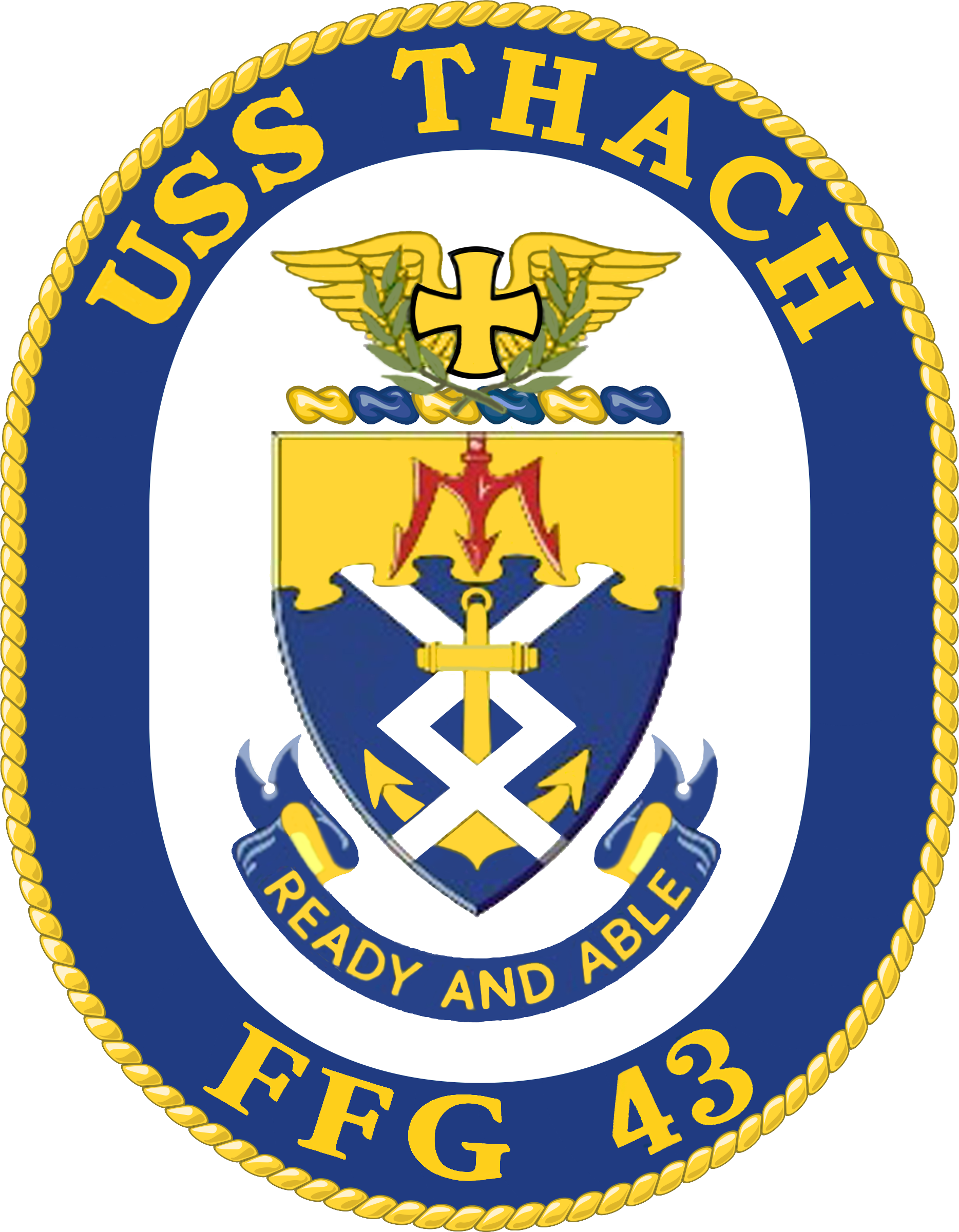
Insigne der Thach

Die Thach wurde nach dem Admiral und Piloten John S. Thach benannt. Thach wurde am 19. April 1905 geboren und erlangte Bekanntheit als Pilot im Zweiten Weltkrieg. Als solcher entwickelte er das sogenannte Thach Weave, eine Formation für Luftkampfmanöver. Nach dem Krieg stieg Thach im Rang weiter auf, bis er 1965 zum Admiral ernannt wurde. 1967 beendete er seine Militärlaufbahn. John Thach starb am 15. April 1981, wenige Tage vor seinem 76. Geburtstag.
Das Wappen der Thach bestand aus einem Schild mit Helmschmuck sowie dem Namen und der Kennung des Schiffes. Wie bei allen Wappen der US Navy hat auch dieses eine besondere Bedeutung. Die Farben Gold und Blau sind traditionelle Farben der US Navy, Die Flügel über dem Wappenschild symbolisieren den Luftkampf, für den Admiral Thach Verdienste geleistet hat. Der nach unten gerichtete Dreizack symbolisiert die Rolle der Flugstaffeln zum Schutz der Seeeinheiten. Die drei Zacken sind zudem eine Anspielung auf die Fight Squadron Three, in der Thach während des Krieges gedient hatte. Das Kreuz über dem Wappenschild symbolisiert die Auszeichnung des Navy Cross und der Navy Distinguished Service Medal, die Thach im Laufe seiner Dienstzeit erhalten hat. Der Anker wiederum symbolisiert die Bedeutung von Thachs Dienstzeit im Rang eines Admirals.
Unter dem Wappenschild ist das Motto der Thach zu sehen. Dieses lautete Ready and Able (deutsch: Bereit und fähig).

## Geschichte

### Bau
Der Auftrag zum Bau der Thach wurde am 27. April 1979 vergeben. Bauwerft war die Todd Pacific Shipyard in Los Angeles, die das Schiff am 6. März 1981 auf Kiel legte. Der Stapellauf der Thach fand am 18. Dezember 1982 statt. Taufpatin des Schiffes war Madalyn J. Thach, die Witwe des Namensgebers Admiral John Thach.
Im Januar 1984 absolvierte die Thach ihre ersten Probefahrten, die sich über mehrere Wochen hinzogen. Am 17. März 1984 konnte das Schiff schließlich offiziell in Dienst gestellt werden.

### Dienstzeit
Den ersten größeren Einsatz erlebte die Thach 1986 als Geleitschiff für das Destroyer Squadron 21, welches vom Schlachtschiff New Jersey geleitet wurde.
1987 war die Thach im Persischen Golf stationiert. Am 19. Oktober leitete sie die Operation Nimble Archer, bei der zwei iranische Ölplattformen durch den Beschuss US-amerikanischer Zerstörer beschossen wurden. Dies war eine Antwort auf den iranischen Angriff auf den unter der Flagge Kuwaits fahrenden Öltankers Sea Isle City drei Tage zuvor.
Bis 1991 war die Thach in San Diego stationiert. Anschließend wurde sie nach Yokohama verlegt. Dies wurde für die folgenden acht Jahre der Heimathafen des Schiffes, ehe es 1999 wieder nach San Diego zurückkehrte.
2001 nahm die Thach als Geleitschiff des Flugzeugträgers Constellation an der Operation Southern Watch im Persischen Golf teil. 2002 nahm das Schiff ein weiteres Mal mit der Constellation an einem Einsatz teil, diesmal als Geleitschiff im Rahmen der Operation Enduring Freedom. Ein dritter gemeinsamer Einsatz mit der Constellation fand 2003 erneut im Persischen Golf statt. Im selben Jahr nahm die Thach an der Operation Iraqi Freedom teil, die den Sturz von Saddam Hussein als Ziel hatte. Auch in den folgenden Jahren blieb das Schiff am Persischen Golf präsent.

### Ausmusterung und Versenkung
Nach gut 29 Dienstjahren wurde die Thach am 1. November 2013 ausgemustert. Zuletzt gehörte sie der Destroyer Squadron 23 an. Das Schiff wurde zur Reserveflotte nach Pearl Harbor überstellt, wo es mehr als zweieinhalb Jahre lang auflag.
Im Juli 2016 wurde die Thach als Zielübungsschiff für das multinationale Militärmanöver RIMPAC nach Kauaʻi gebracht und dort am 14. Juli 2016 etwa 55 Meilen vor der Insel versenkt. Bemerkenswert war hierbei die hohe Anzahl an Treffern, die für die Versenkung des Schiffes nötig waren. Trotz des Beschusses mit drei Seezielflugkörpern, mehreren Bomben, AGM-114 Hellfire-Luft-Boden-Raketen und einem Torpedo sank die Thach erst nach zwölf Stunden.